# Darkstone
Darkstone est un jeu vidéo d'action / jeu de rôle développé par le studio Delphine Software International et édité en 1999 par Electronic Arts sur PC puis sur PlayStation  en 2001. C'est un hack 'n' slash fortement inspiré du premier Diablo de la série du même nom. La musique du jeu, The Darkstone will shine, est interprétée par la chanteuse française Audren.
En mars 2014, l'éditeur Anuman Interactive a lancé une nouvelle version du jeu sur iPhone, iPad et appareils Android, en collaboration avec Paul Cuisset, le créateur original du jeu.

## Trame
Le jeu se déroule dans le monde imaginaire d'Uma menacé de destruction par le sorcier maléfique Draak ; ce magicien possède un objet très puissant, la main astrale, qui lui permet de se transformer en dragon monstrueux ; il a également fait émerger dans le pays une « Darkstone » qui pétrifie lentement les habitants.
Le joueur doit collecter sept cristaux afin de reconstituer l'orbe du temps, seul objet permettant de vaincre définitivement Draak.

## Système de jeu
Darkstone est un jeu vidéo de type hack 'n' slash, c'est-à-dire un jeu dans lequel le joueur contrôle en temps réel un personnage devant explorer des donjons et des souterrains peuplés de monstres que le joueur doit combattre pour gagner de l'expérience ou différents types de trésors comme des armes ou des sorts.
L'objectif du jeu est de collecter sept cristaux permettant de reconstituer un objet permettant de vaincre Draak.

### Personnages
Au début du jeu, le joueur doit choisir parmi l'une des quatre classes génériques de personnages disponibles. Chacune de ces classes est déclinée en deux versions, homme ou femme, permettant au joueur de choisir entre huit personnages différents – le guerrier, l'amazone, l'assassin, la voleuse, le magicien, la sorcière, le moine et la prêtresse – qu'il incarnera jusqu'à la fin de sa quête. La classe de personnage détermine les caractéristiques principales du personnage ainsi que les compétences auxquelles il a accès.
En combattant les créatures qui peuplent le monde de Darkstone, le personnage contrôlé par le joueur gagne de l'expérience qui lui permet de devenir plus puissant. La quantité de points d'expérience dont celui-ci dispose détermine le niveau du personnage. Chaque passage à un niveau supérieur donne au joueur la possibilité de renforcer les caractéristiques de son personnage. Le personnage dispose de quatre caractéristiques principales : la force, qui lui permet d'utiliser des armes et armures plus puissantes et de causer plus de dégâts au corps à corps ; la magie, qui détermine la quantité de mana dont dispose le personnage et qui permet d'apprendre les sorts les plus puissants ; la dextérité, qui détermine la précision des coups portés par le personnage et enfin la vitalité, qui détermine la quantité de point de vie dont celui-ci dispose. À ces quatre caractéristiques principales s'ajoutent des caractéristiques secondaires comme la classe d'armure que le joueur ne peut renforcer lors du passage à un niveau supérieur mais qui dépendent des caractéristiques principales et de l'équipement du personnage.
Le matériel peut être utilisé sans restriction si le personnage possède le niveau de caractéristique approprié.

### Lieux
Toute nouvelle partie commence dans la ville principale où le joueur pourra se nourrir, perfectionner ses compétences, ou acheter ou vendre de l'équipement (armes, armures, potions, parchemins magiques, etc.). Les autres endroits, intérieurs comme extérieurs, sont générés aléatoirement.

### Magie, objets magiques, potions
Le personnage apprend des sorts en lisant des livres magiques ; la lecture répétée d'un même sort en augmente le niveau de maitrise et donc la puissance ; chaque utilisation coute des points de mana. Leurs effets sont variés : boule de feu, lumière, soins, antipoison, invisibilité, etc.
Des parchemins, détruits après une utilisation, permettent de lancer des sorts sans connaissance préalable du sortilège, ni dépense personnelle de points de mana.
Des objets magiques (armes, armures, boucliers, amulettes, anneaux, etc.) modifient les capacités du personnages, ou permettent de lancer des sorts sans utilisation du mana du personnage ; ils puisent alors dans une réserve propre, qu'il faudra recharger. Des runes, très rares, permettront de lier des sorts à des objets.
Les potions permettent au joueur de se soigner, de récupérer du mana, de guérir des effets d'un poison, de modifier ses caractéristiques ou de rajeunir.

### Modes de jeux
Deux modes de jeu sont disponibles dans Darkstone. Le mode solo permet d'explorer quatre régions - Ardyl, Marghor, Omar et Serkesh - donnant chacune accès à deux donjons. Comme dans Diablo, les environnements et les donjons ainsi que les monstres et les trésors que le joueur peut y trouver sont générés aléatoirement et sont donc différents d'une partie à l'autre. Lors de son exploration du monde de Darkstone, le joueur est amené à réaliser des quêtes lui permettant de collecter les sept cristaux nécessaires pour vaincre Draak. Le mode solo permet notamment au joueur de contrôler simultanément deux personnages. L'un d'entre eux est contrôlé directement par le joueur, l'autre étant dirigé par l'intelligence artificielle du jeu et se contenant de suivre l'autre personnage et de se défendre contre les monstres. Le joueur peut à tout moment choisir quel personnage contrôler à l'aide d'un simple clic.
Le mode multijoueur en réseau local (LAN) ou sur Internet suit le même déroulement que le mode solo mais ne peut être joué avec un personnage créé pour celui-ci. Il permet à plusieurs joueurs d'explorer le monde du jeu en coopération ou de s'affronter entre joueurs.

## Développement
La bande originale du jeu, baptisée The Darkstone will shine, est interprétée par la chanteuse française Audren.

## Versions
La version originale du jeu, développée par le studio Delphine Software International, est publiée par Electronic Arts en 1999 sur PC. Le jeu a ensuite été porté sur PlayStation en 2001. En mars 2014, une nouvelle version du jeu, développée en collaboration le créateur du jeu original Paul Cuisset, est publiée par Anuman Interactive sur iPhone, iPad et Android.

## Réception

### Sur PC
| Darkstone (PC)        |      |        |
| Média                 | Nat. | Notes  |
| Edge                  | US   | 6/10   |
| Game Revolution       | US   | C      |
| GameSpot              | US   | 86 %   |
| Gen4                  | FR   | 5/6    |
| IGN                   | US   | 90 %   |
| Jeuxvideo.com         | FR   | 17/20  |
| Joystick              | FR   | 90 %   |
| Compilations de notes |      |        |
| GameRankings          | US   | 77,4 % |

### Sur PlayStation
| Darkstone (PlayStation) |      |        |
| Média                   | Nat. | Notes  |
| Gamekult                | FR   | 7/10   |
| GameSpot                | US   | 60 %   |
| IGN                     | US   | 69 %   |
| Jeuxvideo.com           | FR   | 13/20  |
| Joypad                  | FR   | 6/10   |
| Compilations de notes   |      |        |
| GameRankings            | US   | 65,4 % |
| Metacritic              | US   | 58 %   |